# Taula de centroides
La següent taula és un recull de centroides o baricentres de diferents formes planes.
| Forma                       | Figura | {\displaystyle {\bar {x}}}                              | {\displaystyle {\bar {y}}}                                                           | Àrea                                                     |
| --------------------------- | --- | ------------------------------------------------------- | ------------------------------------------------------------------------------------ | -------------------------------------------------------- |
| Triangular                  | Centroide del triangle | {\displaystyle {\frac {b}{3}}}                          | {\displaystyle {\frac {h}{3}}}                                                       | {\displaystyle {\frac {bh}{2}}}                          |
| Quadrant circular           | Centroide del quadrant circular | {\displaystyle {\frac {4r}{3\pi }}}                     | {\displaystyle {\frac {4r}{3\pi }}}                                                  | {\displaystyle {\frac {\pi r^{2}}{4}}}                   |
| Semicercle                  | Àrea dins el cercle {\displaystyle \,\!x^{2}+y^{2}=r^{2}} i per sobre l'eix {\displaystyle \,\!x}                                                                    | {\displaystyle \,\!0}                                   | {\displaystyle {\frac {4r}{3\pi }}}                                                  | {\displaystyle {\frac {\pi r^{2}}{2}}}                   |
| Quadrant el·líptic          | Àrea dins l'el·lipse {\displaystyle {\frac {x^{2}}{a^{2}}}+{\frac {y^{2}}{b^{2}}}=1} i en el primer quadrant                                                         | {\displaystyle {\frac {4a}{3\pi }}}                     | {\displaystyle {\frac {4b}{3\pi }}}                                                  | {\displaystyle {\frac {\pi ab}{4}}}                      |
| Àrea semiel·líptica         | Centroide d'una àrea semiel·líptica | {\displaystyle \,\!0}                                   | {\displaystyle {\frac {4b}{3\pi }}}                                                  | {\displaystyle {\frac {\pi ab}{2}}}                      |
| Àrea semiparabòlica         | Àrea entre la corba {\displaystyle y={\frac {h}{b^{2}}}x^{2}} i l'eix {\displaystyle \,\!y}, entre {\displaystyle \,\!x=0} i {\displaystyle \,\!x=b}                 | {\displaystyle {\frac {3b}{8}}}                         | {\displaystyle {\frac {3h}{5}}}                                                      | {\displaystyle {\frac {2bh}{3}}}                         |
| Àrea parabòlica             | Àrea entre la corba {\displaystyle \,\!y={\frac {h}{b^{2}}}x^{2}} i la línia {\displaystyle \,\!y=h}                                                                 | {\displaystyle \,\!0}                                   | {\displaystyle {\frac {3h}{5}}}                                                      | {\displaystyle {\frac {4bh}{3}}}                         |
| Àrea sota una paràbola      | Àrea entre la corba{\displaystyle \,\!y={\frac {h}{b^{2}}}x^{2}} i l'eix {\displaystyle \,\!x}, entre {\displaystyle \,\!x=0} i {\displaystyle \,\!x=b}              | {\displaystyle {\frac {3b}{4}}}                         | {\displaystyle {\frac {3h}{10}}}                                                     | {\displaystyle {\frac {bh}{3}}}                          |
| Àrea sota una corba general | Àrea entre la corba {\displaystyle y={\frac {h}{b^{n}}}x^{n}} i l'eix {\displaystyle \,\!x}, entre {\displaystyle \,\!x=0} i {\displaystyle \,\!x=b}                 | {\displaystyle {\frac {n+1}{n+2}}b}                     | {\displaystyle {\frac {n+1}{4n+2}}h}                                                 | {\displaystyle {\frac {bh}{n+1}}}                        |
| Sector circular             | Àrea entre la corba (en coordenades polars) {\displaystyle \,\!r=\rho } i l'origen, entre {\displaystyle \,\!\theta =-\alpha } i {\displaystyle \,\!\theta =\alpha } | {\displaystyle {\frac {2\rho \sin(\alpha )}{3\alpha }}} | {\displaystyle \,\!0}                                                                | {\displaystyle \,\!\alpha \rho ^{2}}                     |
| Segment circular            | Centroide d'un segment circular | {\displaystyle \,\!0}                                   | {\displaystyle {\frac {4R\sin ^{3}{\frac {\theta }{2}}}{3(\theta -\sin {\theta })}}} | {\displaystyle {\frac {R^{2}}{2}}(\theta -sin{\theta })} |
| Arc de quadrant circular    | Els punts sobre el cercle {\displaystyle \,\!x^{2}+y^{2}=r^{2}} i en el primer quadrant                                                                              | {\displaystyle {\frac {2r}{\pi }}}                      | {\displaystyle {\frac {2r}{\pi }}}                                                   | L={\displaystyle {\frac {\pi r}{2}}}                     |
| Arc semicircular            | Els punts sobre el cercle {\displaystyle \,\!x^{2}+y^{2}=r^{2}} i per sobre l'eix {\displaystyle \,\!x}                                                              | {\displaystyle \,\!0}                                   | {\displaystyle {\frac {2r}{\pi }}}                                                   | L={\displaystyle \,\!\pi r}                              |
| Arc de cercle               | Els punts sobre la corba (en coordenades polars) {\displaystyle \,\!r=\rho }, entre {\displaystyle \,\!\theta =-\alpha } i {\displaystyle \,\!\theta =\alpha }       | {\displaystyle {\frac {\rho \sin(\alpha )}{\alpha }}}   | {\displaystyle \,\!0}                                                                | L={\displaystyle \,\!2\alpha \rho }                      |